# Douglas D-558-1 Skystreak
El estadounidense Douglas Skystreak (D-558-1 o D-558-I) fue un avión a reacción de investigación, monomotor, de los años 40 del siglo XX. Fue diseñado en 1945 por la Douglas Aircraft Company para la Oficina de Aeronáutica de la Armada de los Estados Unidos, en conjunción con el Comité Consejero Nacional para la Aeronáutica (National Advisory Committee for Aeronautics (NACA)). Los Skystreak fueron aviones de turborreactor que despegaban del suelo por su propia potencia y tenían superficies de vuelo rectas.

## Desarrollo
El programa D-558 fue concebido como un programa de investigación conjunto del NACA/Armada de los Estados Unidos, para el vuelo transónico y supersónico. Tal y como estaba previsto, habría tres fases para el programa D-558: un avión a reacción, una configuración mixta reactor-cohete, y un diseño y maqueta de un avión de combate. El 22 de junio de 1945 fue emitido un contrato para el diseño y construcción de seis D-558-1 de la primera fase. El plan original había sido por seis aviones con una combinación de entradas de aire de morro y laterales, y secciones variables de perfil aerodinámico de las alas. Este plan fue rápidamente reducido a tres aviones de una sola configuración con entrada de aire de morro. Los planes para la segunda fase con propulsión mixta cohete/reactor también fueron abandonados. En cambio, un nuevo avión, el D558-2, fue diseñado con propulsión mixta de cohete y reactor para el vuelo supersónico.
La construcción del primer 558-1 empezó en 1946 y fue completada en enero de 1947. El fuselaje usaba extensivamente aleaciones de magnesio, mientras que las alas fueron fabricadas con aleaciones más convencionales de aluminio. La estructura fue diseñada para resistir extraordinariamente altas cargas de hasta 18 veces la gravedad debido a las incertidumbres del vuelo transónico. El fuselaje delantero fue diseñado de tal manera que, incluyendo la cabina, podría ser eyectado del avión en una emergencia.  El avión fue configurado para llevar más de 500 libras de equipamiento para pruebas, incluyendo sensores (principalmente medidores de deformación y acelerómetros) en 400 puntos por todo el avión. Un ala fue taladrada con 400 pequeños agujeros para permitir recoger datos de presión aerodinámica.
Los Skystreak estaban equipados con un motor Allison J-35-A-11 (desarrollado por General Electric como el TG-180), uno de los primeros turborreactores de flujo axial de origen estadounidense, y llevaba 871 l de combustible de aviación (queroseno).

## Operadores
Estados Unidos
- Fuerza Aérea de los Estados Unidos
- NACA

## Historia operacional

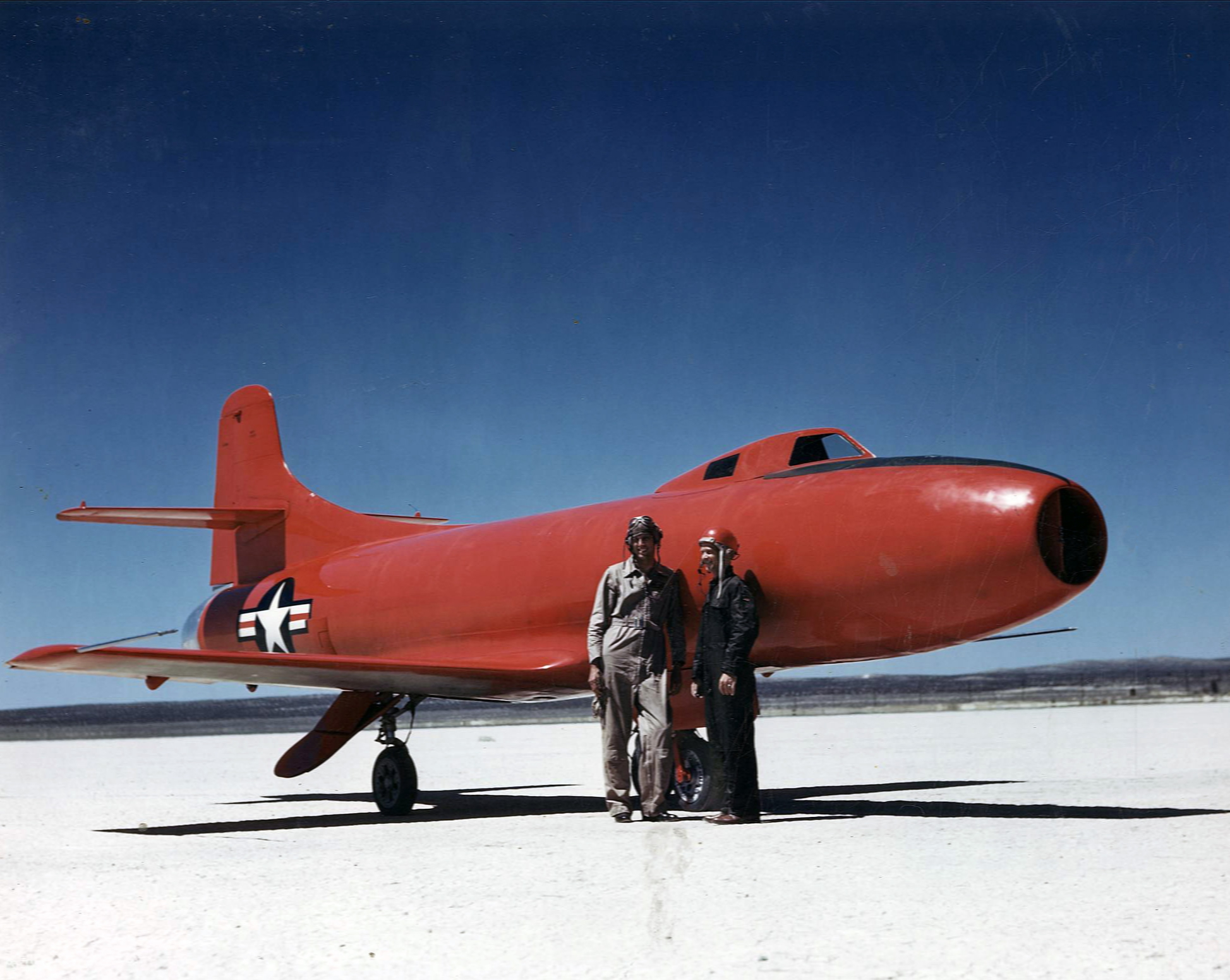
Los pilots Carl y Cladwell con un D-558-1 en Muroc, en 1947.

Todos los Skystreak fueron pintados inicialmente de rojo, lo que originó el mote "tubo de ensayo carmesí". Más tarde, el NACA cambió el color de los Skystreak a blanco para mejorar el seguimiento óptico y la fotografía. El primero de los tres D-558-1 Skystreak, BuNo 37970, realizó su primer vuelo el 14 de abril de 1947, en el Muroc Army Air Field (más tarde llamado Edwards AFB). Menos de 4 meses más tarde, el 20 de agosto, este avión, con el comandante Turner Caldwell, de la Armada, estableció una nueva plusmarca mundial de velocidad con 1031,178 km/h, la primera de velocidad en el aire que batía la marca no oficial de 1004 km/h establecida por un ejemplar del prototipo del caza cohete alemán, de la era de la Segunda Guerra Mundial, Me 163A Komet, a principios de octubre de 1941. El récord del D-558-1 #1 duró 5 días, y fue batido por el entonces teniente coronel Marion Carl, del Cuerpo de Marines, yendo 16 km/h más rápido en el D-558-1 #2, BuNo 37971. Este avión fue entregado a la NACA Muroc Flight Test Unit en abril de 1949, después de 101 vuelos completados por la Armada, la Fuerza Aérea, y Douglas. Nunca fue volado por el NACA. El D-558-1 #1 está localizado en el National Naval Aviation Museum, en la Naval Air Station Pensacola, Florida.
Tras 27 vuelos por parte de la Armada y Douglas, el segundo avión D-558-1 fue entregado al NACA en noviembre de 1947. El D-558-1 #2 fue sometido a una extensa instrumentación por parte de la sección encargada del NACA Muroc. El Skystreak número 2 realizó un total de 19 vuelos con el NACA antes de que se estrellase durante un despegue, debido a una desintegración del compresor, el 3 de mayo de 1948, resultando muerto el piloto Howard C. Lilly, del NACA. El tercer avión D-558-1, BuNo 37972, fue entregado a la NACA Muroc Flight Test Unit en 1949, tras haber sido volado por tres pilotos de Douglas y Howard C. Lilly. El avión número tres retomó el programa de vuelos planeado para el D-558-1 #2. Desde el primer vuelo en 1949 hasta 1953, el tercer Skystreak realizó un intenso programa de investigación de vuelo, volado por siete pilotos de pruebas del NACA, con una gran cantidad de datos útiles recogidos en maniobras altamente subsónicas. El D-558-1 #3 realizó un total de 78 vuelos de investigación con el NACA antes de ser retirado el 10 de junio de 1953. El tercer Skystreak está en exhibición en el Carolinas Aviation Museum, localizado en el Charlotte-Douglas International Airport (CLT) en Charlotte, North Carolina.
El Skystreak alcanzaba Mach 0,99 en vuelo nivelado, pero solo voló en supersónico en picado. En la memoria general, mucha de la investigación realizada por los D-558-1 Skystreak fue rápidamente eclipsada por Chuck Yeager y el avión cohete supersónico Bell X-1. Sin embargo, el Skystreak desempeñó un importante papel en la investigación aeronáutica, volando extensos periodos de tiempo a velocidades transónicas, lo que liberó al X-1 para volar periodos limitados a velocidades supersónicas.

### Aircraft Bureau Numbers (BuNo) y estado
- D-558-1 Skystreak
  - D-558-1 #1 - BuNo 37970 NACA-140, 101 vuelos (retirado en el National Naval Aviation Museum, NAS Pensacola, Florida).
  - D-558-1 #2 - BuNo 37971 NACA-141, 46 vuelos (destruido en accidente, 3 de mayo de 1948).
  - D-558-1 #3 - BuNo 37972 NACA-142, 81 vuelos (retirado en el Carolinas Aviation Museum, Charlotte-Douglas International Airport, Charlotte, North Carolina).
  - D-558-1 #4, #5, #6 Aviones adicionales, originalmente ordenados, pero más tarde cancelados.

## Especificaciones Técnicas (D-558-1 Skystreak)

### Características generales
- Tripulación: un piloto
- Carga: 227 kg de instrumentación
- Longitud: 10,9 m (35,7 ft)
- Envergadura: 7,6 m (25 ft)
- Altura: 3,7 m (12,1 ft)
- Superficie alar: 14 m² (150,7 ft²)
- Peso cargado: 4423 kg (9748,3 lb)
- Peso máximo al despegue: 4583 kg (10 100,9 lb)
- Planta motriz: 1× Allison J35-A-11 Turborreactor.
  - Empuje normal: 22 kN (2243 kgf; 4946 lbf) de empuje.

### Rendimiento
- Velocidad nunca excedida (Vne): 1050 km/h (652 MPH; 567 kt) a nivel del mar
- Velocidad de entrada en pérdida (Vs): 221 km/h (137 MPH; 119 kt)
- Techo de vuelo: 13 900 m (45 604 ft)
- Régimen de ascenso: 46,83 m/s (9220 pies/min)
- Carga alar: 330 kg/m² (67,6 lb/ft²)
- Empuje/peso: 0,51 kn/kg

### Desarrollos relacionados
- D-558-2 Skyrocket

### Aeronaves similares
- Bell X-1
- X-4 Bantam
- Bell X-5
- Convair XF-92

### Listas relacionadas
- Anexo:Aeronaves militares de los Estados Unidos (navales)